# Det året det var så bratt
Det året det var så bratt är ett musikalbum med Øystein Sunde. Albumet utgavs som LP 1971 av skivbolaget Norsk Phonogram (CBS/Philips). 2011 återutgavs albumet av Spinner Records, Sundes eget skivbolag, som LP och CD, utan spåret "Andpust-Olga".

## Låtlista
Sida 1
1. "Ti døgn ute og to døgn fri" ("Ten Days Out, Two Days In" – Billy Clark/Øystein Sunde) – 2:29
2. "Det året det var så bratt" – 2:14
3. "Hvis dine ører henger ned" – 2:28
4. "Dill Pickles Rag" (John M. Pearse) – 4:27
5. "Andpust-Olga" – 1:53
6. "Piken fra konfeksjonsfabrikken" – 2:05

Sida 2
1. "Jeg har sjekka opp ei stripteasedanserinne" – 2:18
2. "Regle om reklame" – 2:40
3. "Danse vals med deg" ("Lindberg Hop" – Will Shade/Jab Jones/Øystein Sunde) – 3:07
4. "Fender-slåtten" – 3:15
5. "To igjen" – 1:59
6. "Ofte skinner lykkens stjerne ganske nær" ("Manchmal Steht Das Glueck An D" – Bert Reisfeld/Rolf Marbot/Per Kvist) – 2:19

- Alla låtar skrivna av Øystein Sunde där inget annat anges.

## Medverkande
Musiker
- Øystein Sunde – sång, akustisk gitarr, elektrisk gitarr, steelgitarr, mandolin, dobro, kazoo, dammsugarslang
- Anne Elisenberg – banjo
- Wiggo Elisenberg – klarinett, munspel
- Gerd Gudding – fiol
- Bjørn Jacobsen, Sture Janson – kontrabas
- Svein Haugen – basgitarr
- Fredrik Wibe – washtub bass
- Lillebjørn Nilsen – ukulele
- Helge Hurum – piccolaflöjt, saxofon
- Sigurd Haugen, Torvinn Midtlie – piano
- Bernt Anker Steen, Christian Beck, Finn Eriksen – trumpet
- Jan Garbarek, Kristian Bergheim, Per Halvorsen – saxofon
- Pjokken Eide – trombon
- Alf Blyverket – dragspel, trombon, tuba
- Espen Rud – trummor, tvättbräda
- Svein Christiansen – trummor
- Asle Lisland – krukke

Produktion
- Øystein Sunde, Mikkel Aas – musikproducent
- Olaf Sunde – foto
- Knut Harlem – omslagskonst